# Episodi di Succession (quarta stagione)
La quarta e ultima stagione della serie televisiva Succession, composta da 10 episodi, è stata trasmessa in prima visione negli Stati Uniti su HBO dal 26 marzo al 28 maggio 2023.
In Italia, la stagione è andata in onda in prima visione sul canale satellitare Sky Atlantic dal 3 aprile al 5 giugno 2023. È stata trasmessa in lingua originale sottotitolata in italiano dal 3 aprile al 29 maggio 2023.
| nº | Titolo originale | Titolo italiano        | Prima TV USA   | Prima TV Italia |
| -- | ---------------- | ---------------------- | -------------- | --------------- |
| 1  | The Munsters     | Mostri                 | 26 marzo 2023  | 3 aprile 2023   |
| 2  | Rehearsal        | Prove                  | 2 aprile 2023  | 10 aprile 2023  |
| 3  | Connor's Wedding | Le nozze di Connor     | 9 aprile 2023  | 17 aprile 2023  |
| 4  | Honeymoon States | Stati di luna di miele | 16 aprile 2023 | 24 aprile 2023  |
| 5  | Kill List        | Lista nera             | 23 aprile 2023 | 1º maggio 2023  |
| 6  | Living+          | Living+                | 30 aprile 2023 | 8 maggio 2023   |
| 7  | Tailgate Party   | Il party               | 7 maggio 2023  | 15 maggio 2023  |
| 8  | America Decides  | L'America decide       | 14 maggio 2023 | 22 maggio 2023  |
| 9  | Church and State | Chiesa e Stato         | 21 maggio 2023 | 29 maggio 2023  |
| 10 | With Open Eyes   | Con gli occhi aperti   | 28 maggio 2023 | 5 giugno 2023   |